# 鴨生站
鴨生站（日语：／ Kamoo eki */?）是位於福岡縣嘉穗郡稻築町（現時：嘉麻市）鴨生，日本國有鐵道（國鐵）漆生線的鐵路車站（廢站）。

## 歷史
- 1913年（大正2年）8月20日：車站啟用[1]。當時此站只處理貨物[1]。
- 1920年（大正9年）5月10日：開設客運業務[1]。
- 1973年（昭和48年）3月30日：鄰接此站的三井山野煤礦（日语：三井山野炭鉱）關閉。成為漆生線廢線的間接原因。
- 1986年（昭和61年）4月1日：隨著漆生線全線廢除，此站也被廢除[1]。

## 車站構造
此站為地面車站，設有1面1線的單式月台和木造站舍（設有站前廣場）。此站為業務委託車站。此站曾經為三井山野煤礦的玄關車站。在車站東邊設有裝載煤炭的料斗。另外，此站至山野煤礦之間設有數條貨物支線。

## 運送量、收入
| 年度 | 客量（人） | 貨物量（公噸） | 客運收入（日圓） | 貨運收入（日圓） |
| ---- | ---------- | -------------- | ---------------- | ---------------- |
| 1924 | 59,004     | 224,159        | 12,461           | 275,561          |
| 1928 | 98,923     | 347,546        | 18,143           | 432,514          |
| 1931 | 89,600     | 250,410        | 14,705           | 303,975          |
| 1935 | 123,911    | 344,005        | 22,186           | 434,717          |

- 資料取自各年度版《福岡縣統計書》

## 車站周邊
在三井山野煤礦還在營運時，此站位於該煤礦的中心。車站周邊設有煤礦相關設施和宿舍。在1973年（昭和48年），當山野煤礦關閉後，相關設施被拆毀，而煤礦宿舍也變為普通住宅，成為了住宅區。車站周邊的人口不多，而主要居民都以巴士代步，因此此站的客量更少。
- 舊三井礦山山野煤礦（日语：三井山野炭鉱）
- 鴨生郵局
- 福岡縣立嘉穗養護學校
- 嘉麻市立稻築東中學
- 嘉麻市立稻築東小學
- 鴨生商店街
- 錢代坊商店街

## 相鄰車站
日本國有鐵道（國鐵）
漆生線
下鴨生－鴨生－漆生

## 注腳
1. 1 2 3 4 5 6  石野哲 (编).  初版. JTB. 1998-10-01: 802. ISBN 978-4-533-02980-6 （日语）.

## 相關項目
- 日本鐵路車站列表 Ka